# Arimanes magellani
Arimanes magellani är en insektsart som beskrevs av Leon Fairmaire. Arimanes magellani ingår i släktet Arimanes och familjen hornstritar. Inga underarter finns listade i Catalogue of Life.